# Manuel Martínez Íñiguez
Manuel Martínez Íñiguez (nacido el 3 de enero de 1972 en Guadalajara, Jalisco), es un futbolista mexicano retirado que jugaba en la posición de delantero.

## Trayectoria
Debutó en la temporada 1991/92 con el Club Deportivo Guadalajara, donde jugaría 11 temporadas hasta el Invierno 1999 cuando pasa al León AC. Después pasaría al Toluca en el Verano 2000, en el 2001 estuvo con Atlas, y en el Invierno 2001 pasó a la La Piedad. En el Clausura 2003 jugó con el Querétaro FC y para el Apertura 2003 juega con Club San Luis.
Fue campeón de liga con el Guadalajara en el Verano 1997, y con el Toluca en el Verano 2000.

### Clubes
| Club                       | País                | Año         | Partidos | Goles | Media |
| -------------------------- | ------------------- | ----------- | -------- | ----- | ----- |
| Club Deportivo Guadalajara | México              | 1991 - 1999 | 170      | 9     | 0.05  |
| Club León                  | México              | 1999        | 15       | 5     | 0.33  |
| Deportivo Toluca           | México              | 2000        | 38       | 8     | 0.18  |
| Atlas Fútbol Club          | México              | 2001        | 15       | 0     | 0     |
| Reboceros de La Piedad     | México              | 2001 - 2002 | 31       | 1     | 0.03  |
| Querétaro Fútbol Club      | México              | 2002 - 2003 | 6        | 0     | 0     |
| Delfines de Coatzacoalcos  | México              | 2004        | 1        | 0     | 0     |
| Total en su carrera        | Total en su carrera | 1991 - 2004 | 276      | 23    | 0.08  |

## Selección nacional

### Categorías menores
Participaciones en Copas Mundiales
| Mundial                               | Sede     | Resultado        |
| ------------------------------------- | -------- | ---------------- |
| Copa Mundial de Fútbol Sub-17 de 1991 | Portugal | Octavos de final |

### Absoluta
Participaciones en Copa América
| Copa              | Sede    | Resultado        |
| ----------------- | ------- | ---------------- |
| Copa América 1995 | Uruguay | Cuartos de final |

## Palmarés

### Campeonatos nacionales
| Título                     | Club        | País   | Año  |
| -------------------------- | ----------- | ------ | ---- |
| Primera División de México | Guadalajara | México | 1997 |
| Primera División de México | Toluca      | México | 2000 |

- Datos: Q6752725